# Gewog di Geling
Il gewog di Geling è uno degli undici raggruppamenti di villaggi del distretto di Chukha, nella regione Occidentale, in Bhutan.